# Michael Praetorius
Michael Praetorius (Creuzburg, 1571. február 15. – Wolfenbüttel, 1621. február 15.) reneszánsz, kora barokk német zeneszerző és zenetudós.

## Élete és munkássága
1571. február 15-én a türingiai Creuzburg városában született. Az apja evangélikus lelkész volt. Egyetemi tanulmányait Frankfurtban végezte, majd brunswicki herceg szolgálatlába állt mint orgonista, Kapellmeister és titkár. Ezután Lüneburg városában működött mint az ottani Miasszonyunk kápolna Kapellmeistere.
Praetorius korának legmegbecsültebb evangélikus komponistája volt, egyházzenei darabok mellett világi műveket is hagyott az utókorra. Számos művet alkotott az akkori népi stílus jegyében, e darabjaiban német népzenei dallamokat is feldolgozott. Természetesen nagy hatással volták rá a korabeli olasz komponisták, különösképpen a velencei iskola képviselői. Több német kollégájával együtt ő is eljutott Velencébe, ahol Giovanni Gabrieli tanítványa volt. Praetorius alakított ki a nagy motetta műfaját kettős kórusra.
1605-1610 között kilenc kötetben jelentette meg koráldallamokra írt 1244 kompozícióját. A Musae Sioniae a korabeli evangélikus énekek legjelentősebb gyűjteménye. A szerző figyelembe vette az egyes tartományok egyházainak különböző változatait is. Az első négy kötetben a két kórusra és négy szólamra írt művek az uralkodóak, aztán az 5. kötettől az énekek feldolgozása szisztematikus lett, és uralkodóvá vált a nyolcszólamúság.
Világi műveinek gyűjteménye az 1612-ben kiadott Terpsichore, musarum aoniarum quinta. A kötet 312 tánctételt és szvitet tartalmaz. A kötet nem önálló gyűjtemény, Praetorius francia munkatársa, Pierre-Francisque Caroubel darabjait is tartalmazza. Eredetileg egy egész sorozatot terveztek világi hangszeres és vokális darabokkal, a Musae Sioniae párjaként, de végül csak ez az egyetlen rész készült el.
Zeneelméleti munkásságának legjelentősebb alkotása a Syntagma Musicum, amely a korabeli zeneelmélet és zenei gyakorlat átfogó, enciklopédikus összefoglalása. A mű három kötete 1604 és 1620 között jelent meg. Az 1. kötet még latinul született, az egyszólamú egyházi ének történetét dolgozta fel benne Praetorius, a kezdetektől a reformációig. A második kötet a hangszerekkel foglalkozik, részletesen leírja a korszakban használatos hangszereket, megszólaltatási módjaikat. Az utolsó kötet útmutatás a számozott basszus előadási gyakorlatához. A mű felbecsülhetetlen értékű útmutató volt a huszadik században, amikor is a barokk zene feltámadott poraiból.
Michael Praetorius Wolfenbüttel városában, 50 éves korában halt meg, 1621. február 15-én. Több ezer zenedarabot hagyott az utókorra.

## Fordítás
- Ez a szócikk részben vagy egészben  a   Michael Praetorius című francia Wikipédia-szócikk fordításán alapul.  Az eredeti cikk szerkesztőit annak laptörténete sorolja fel. Ez a jelzés csupán a megfogalmazás eredetét és a szerzői jogokat jelzi, nem szolgál a cikkben szereplő információk forrásmegjelöléseként.